# Karsai József
Karsai József (Battonya, 1944. augusztus 12. –) magyar agrármérnök, gazdálkodó, Battonya polgármestere 2006 és 2014 között, korábban a Magyar Szocialista Párt politikusa.

## Tanulmányai
1963-ban érettségizett a battonyai Mikes Kelemen Általános Gimnáziumban, majd felvételt nyert a Gödöllői Agrártudományi Egyetem agrármérnöki szakára, ahol 1968-ban diplomázott. 1971-ben növényvédelmi szakmérnöki diplomát is szerzett. 1981-ben védte meg doktori disszertációját.

## Műszaki pályafutása
Diplomázása után a battonyai Petőfi MGTSZ agrármérnöke lett. 1973-ban két évre otthagyta Battonyát és a mezőkovácsházi Új Alkotmány MGTSZ növényvédelmi szakmérnöke lett. 1975-től 1981-ig újra a battonyai MGTSZ-ben dolgozott, immár termelési főmérnökként.
1981-ben átkerült Velencére, a Nemzeti Agrár Kutatóintézetben kutatási főmérnökként dolgozott. A rendszerváltás óta mezőgazdasági vállalkozó Battonyán.
2017-től gyógynövényekből történő hatóanyag kivonással foglalkozik, 2018-ban Battonyán hozta létre azt a feldolgozó üzemet, melyben a nevéhez fűződő a HerbaPharm termékcsalád tagjai készülnek kendermagból, máriatövismagból, lenmagból és fűszerköménymagból. Több kutatóval együttesen kifejlesztett technológiájával jóval nagyobb hatóanyag tartalom vonható ki a gyógynövényekből, mint ezt megelőzően. 

## Közéleti és politikai pályafutása
1970-ben lépett be az MSZMP-be. 1994-ben az Egyesült Kisgazdapárt színeiben indult az országgyűlési választáson, mandátumot nem szerzett. Országos ismertséget 1998-ban szerzett, amikor a MOSZ mezőgazdasági demonstrációs bizottságának elnöke lett. Az akkori agrárvezetés elleni tiltakozásképp búzatáblákat égetett el.
1998-ban bejutott a battonyai önkormányzatba. A 2002-es országgyűlési választáson a Magyar Szocialista Párt (MSZP) színeiben indult a Békés megyei 7. számú választókerületben (Mezőkovácsháza központtal), ahol egyéni mandátumot szerzett. Ugyanebben az évben újra beválasztották a battonyai önkormányzatba. 2002 és 2006 között a Békés Megyei Közgyűlés tagja is volt. Egy évvel később belépett az MSZP-be. A 2006-os országgyűlési választáson megismételte választási győzelmét. A mezőgazdasági bizottság tagja lett. Az őszi önkormányzati választáson szülővárosa polgármesterévé választották.
2008-ban, az azóta visszavont társadalombiztosítási törvényről történt második szavazáson egyedüli szocialista politikusként „nem”-mel szavazott. Több nagy port felkavaró esemény is fűződik még a nevéhez, 2008-ban tiltakozásul az alacsony dinnyefelvásárlási árak miatt az Auchan áruházak parkolóiba több tonnányi dinnyét borítottak dél-békési gazdákkal. Mivel az áruház pár nap múltán meghátrált és felemelte az árait, Karsai a felvásárlókat vette célba, követelve a legalább 30 Ft-os átvételi árat. Ahol ez nem történt meg, ott mezőgazdasági nehézgépjárművekkel eltorlaszolták az utat, kikényszerítve a magasabb átvételi árat.
A 2010-es országgyűlési választáson nem szerzett mandátumot, egyéni kerületében alulmaradt Simonka György, a Fidesz jelöltje ellen. Az őszi önkormányzati választáson azonban ismét nagy többséggel választották polgármesterré Battonyán, immár mint független jelölt. 2010 októberében úgy nyilatkozott, hogy kilépett az MSZP-ből.
2011. június 20-án bejelentette, hogy két nap múlva az Országházhoz láncolja magát, és kétnapos éhségsztrájk során mintegy 40–50 altatótablettát is bevesz, mert kész feláldozni az életét is, tiltakozásul a második Orbán-kormány egyes intézkedései szemben,  ám már másnap délelőtt orvosi tiltásra hivatkozva lemondta a demonstrációt. 2012 májusában demonstratív öngyilkosságot kísérelt meg, miután a battonyai bíróság a 2008-as dinnyeblokád kapcsán kényszerítés kísérlete miatt 1 millió forintra büntette.
Karsai a 2014-es önkormányzati választásokon, a kormányt illető korábbi kritikái ellenére, a Fidesz által támogatott független képviselőjelöltként indul  Battonyán. Újságírói kérdésre Karsai nem kommentálta az "átigazolást".

## Családja
Nős, felesége háztartásbeli. Két felnőtt gyermek édesapja.